# Counting Crows
Counting Crows — американський рок-гурт, що сформувався у 1991 у каліфорнійському місті Берклі. Гурт складається із Адама Д'юрітца (вокал, піаніно), Девіда Брайсона (гітара), Чарлі Гіллінгхема (клавіші, піаніно, акордеон), Дена Вікрі (електрогітара), Девіда Іммерглюка (гітара, педальна сталева гітара, мандоліна, бас-гітара), Джима Богіоса (барабани, ударні) та Мілларда Паверса (бас-гітара, піаніно, гітара).

## Склад
Поточні учасники
- Адам Д'юрітц – вокал, клавіші (1991–дотепер)
- Джим Богіос – барабани (2002–дотепер)
- Девід Брайсон – електрогітара та ритм-гітара, задній вокал (1991–дотепер)
- Чарлі Гіллінгхем – клавіші, акордеон, кларнет, задній вокал (1991–дотепер)
- Девід Іммерглюк – електрогітара та ритм-гітара, бас-гітара, педальна сталева гітара, банджо, мандоліна, задній вокал (1999–дотепер, сесійний музикант 1993–1999)
- Міллард Паверс – бас-гітара, ритм-гітара, задній вокал (2005–дотепер)
- Ден Вікрі – електрогітара та ритм-гітара, банджо, задній вокал (1994–дотепер)

Колишні учасники
- Стів Боуман – барабани (1991–1994)
- Метт Меллі – бас-гітара, ритм-гітара, задній вокал (1991–2005)
- Бен Майз – барабани (1994–2002)

## Дискографія
- August and Everything After (1993)
- Recovering the Satellites (1996)
- This Desert Life (1999)
- Hard Candy (2002)
- Saturday Nights & Sunday Mornings (2008)
- Underwater Sunshine (2012)
- Somewhere Under Wonderland (2014)